# Tökéletes bűnözők
A Tökéletes bűnözők (Takers, korábbi címén: Bone Deep) 2010-ben bemutatott amerikai bűnügyi-akcióthriller, melyet John Luessenhop, Gabriel Casseus, Peter Allen, John Rogers és Avery Duff forgatókönyvéből Luessenhop rendezett. 
A főbb szerepekben Matt Dillon, Chris Brown, Idris Elba, T.I., Jay Hernandez, Paul Walker, Hayden Christensen és Zoë Saldana látható. 
Az Amerikai Egyesült Államok ban 2010. augusztus 27-én mutatták be a mozikban. 

## Rövid ismertető
Egy csapat profi bankrabló – A.J., Jake, Jesse, Gordon és John – tökéletesen jártasak a rablásban. A zsarukat mindig percpontossággal újra és újra zavarba tudják hozni, de a megtervezett kivitelezésükkel sosem tudják elkapni őket. Egyetlen széf sincs, ami biztonságban lenne tőlük. Hamarosan csatlakozik hozzájuk a nemrégiben szabadlábra helyezett Delonte is, majd vele együtt a csapat egy újabb nagy dobásra készülődik, 25 millió dolláros zsákmányt remélve. Ám egy kemény nyomozó, Jack Welles és társa Eddie, mindent megtesz, hogy félbeszakítsák a gengszterek tervezett rablását.

## Szereplők
| Szerep                   | Színész                | Magyar hang     |
| ------------------------ | ---------------------- | --------------- |
| Jack Welles              | Matt Dillon            | Király Attila   |
| Eddie Hatcher            | Jay Hernandez          | Makranczi Zalán |
| Gordon Thomas „G” Cozier | Idris Elba             | Kálid Artúr     |
| Delonte „Ghost” Rivers   | T.I.                   | Géczi Zoltán    |
| John Rahway              | Paul Walker            | Simon Kornél    |
| Jake Attica              | Michael Ealy           | Welker Gábor    |
| Jesse Attica             | Chris Brown            | Papp Dániel     |
| A.J.                     | Hayden Christensen     | Kovács Lehel    |
| Lilly                    | Zoë Saldana            | Bánfalvi Eszter |
| Naomi Cozier             | Marianne Jean-Baptiste | Márton Eszter   |
| Carver hadnagy           | Steve Harris           | Törköly Levente |
| Duncan főfelügyelő       | Glynn Turman           | Forgács Gábor   |

## Fordítás
- Ez a szócikk részben vagy egészben  a   Takers című angol Wikipédia-szócikk fordításán alapul.  Az eredeti cikk szerkesztőit annak laptörténete sorolja fel. Ez a jelzés csupán a megfogalmazás eredetét és a szerzői jogokat jelzi, nem szolgál a cikkben szereplő információk forrásmegjelöléseként.